# C语言的历史
本文记述了C语言自20世纪70年代至今的历史及发展。

## 早期發展

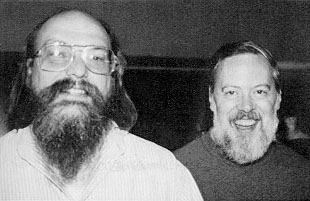
肯·汤普逊和丹尼斯·里奇，是C程式語言的开发者.

C語言最早由丹尼斯·里奇（Dennis Ritchie）為了在PDP-11電腦上運行的Unix系統所設計出來的程式語言，第一次發展在1969年到1973年之間。
C源于BCPL语言，后者由馬丁·理察德（Martin Richards）于1967年左右设计实现。BCPL是一门"无类型"的编程语言：它仅能操作一种数据类型，即机器字（machine word）。1970年，肯·汤普逊为运行在PDP-7上的首个Unix系统设计了一个精简版的BCPL，这个语言被称为B语言，它也是无类型的。
Unix最早運行在PDP-7上，是以組合語言寫成。在PDP-11出现後，丹尼斯·里奇與肯·汤普逊着手將Unix移植到PDP-11上，无类型的语言在PDP-11上愈发显得不合适。PDP-11提供了多种不同规格大小的基本对象：一字节长的字符，两字节长的整型数以及四字节长的浮点数。B语言无法处理这些不同规格大小的对象，也没有提供单独的操作符去操作它们。
C语言最初尝试通过向B语言中增加数据类型的想法来处理那些不同类型的数据。和大多数语言一样，在C中，每个对象都有一个类型以及一个值；类型决定了可用于值的操作的含义，以及对象占用的存储空间大小。
1973年，Unix作業系統的核心正式用C語言改寫，這是C語言第一次應用在作業系統的核心編寫上。
1975年C语言开始移植到其他机器上使用。史蒂芬·強生实现了一套「可移植编译器」，这套编译器修改起来相对容易，并且可以为不同的机器生成代码。从那时起，C在大多数计算机上被使用，从最小的微型计算机到与CRAY-2超级计算机。C语言很规范，即使没有一份正式的标准，你也可以写出C程序，这些程序无须修改就可以运行在任何支持C语言和最小运行时环境的计算机上。
C最初在小型机器上实现，并且继承了一系列小语种编程语言的特点；与功能相比，C的设计者更倾向于简单和优雅。此外，从一开始，C语言就是为系统级编程而设计，程序的运行效率至关重要，因此，C语言与真实机器能力的良好匹配也就不足为奇。例如，C语言为典型硬件所直接支持的对象：字符，整数（也许有多种大小），以及浮点数（同样可能有多种大小）提供了相应的基本数据类型。

## K&R C

《C程序设计语言》第一版封面

1978年，丹尼斯·里奇和布萊恩·柯林漢合作出版了《C程序设计语言》的第一版。書中介紹的C語言標準也被C語言程式設計師稱作“K&R C”（柯里C），第二版的書中也包含了一些ANSI C的標準。
K&R C主要引入了以下语言特性：
- 标准I/O库
- 结构（struct）类型
- 长整数（long int）类型
- 无符号整数（unsigned int）类型
- 把运算符=+和=-改为+=和-=。因为=+和=-會使得編譯器不知道使用者要處理i = -10還是i =- 10，使得處理上產生混淆。

即使在後來ANSI C標準被提出的許多年後，K&R C仍然是許多編譯器的最低標準要求，許多老舊的編譯仍然運行K&R C的標準。

## ANSI C 和 ISO C
1989年，C语言被美國國家標準協會（ANSI）标准化，編號為ANSI X3.159-1989。這個版本又稱為C89。标准化的一个目的是扩展K&R C，增加了一些新特性。
- void 函数
- 函数可以返回 struct 或 union 类型
- void * 数据类型

1990年，国际标准化组织（ISO）成立 ISO/IEC JTC1/SC22/WG14 工作组，来规定国际标准的C语言，通过对ANSI标准的少量修改，最终製定了 ISO 9899:1990，又稱為C90。随后，ANSI亦接受國際標準C，並不再發展新的C標準。
K&R C语言到ANSI/ISO标准C语言的改进包括：
- 增加了真正的标准库
- 新的预处理命令与特性
- 函数原型允许在函数申明中指定参数类型
- 一些新的关键字，包括 const、volatile 与 signed
- 宽字符、宽字符串与多字节字符
- 对约定规则、声明和类型检查的许多小改动与澄清

WG14工作小组之後又於1994年，对1985年颁布的标准做了两处技术修订（缺陷修复）和一个补充（扩展）。下面是 1994 年做出的所有修改：
- 3 个新的标准库头文件 iso646.h、wctype.h 和 wchar.h
- 几个新的记号与预定义宏，用于对国际化提供更好的支持
- printf/sprintf 函数一系列新的格式代码
- 大量的函数和一些类型与常量，用于多字节字符和宽字节字符[4]

## C99
在ANSI的标准确立後，C语言的规范在一段时间内没有大的变动，然而C++在自己的标准化建立过程中继续发展壮大。《标准修正案一》在1994年为C语言建立了一个新标准，但是只修正了一些C89标准中的细节和增加更多更广的国际字符集支持。不过，这个标准引出了1999年ISO 9899:1999的发表。它通常被称为C99。C99被ANSI于2000年3月采用。

## C11
2011年12月8日，ISO正式发布了新的C语言的新标准C11（之前被称为C1X），官方名称为ISO/IEC 9899:2011。新的标准提高了对C++的兼容性，并增加了一些新的特性。这些新特性包括泛型、多執行緒、帶邊界檢查的函式、匿名結構等。

## C18
C18没有引入新的语言特性，只对C11进行了补充和修正。

## C2x
C2x引入了一些新特性。目前可以确定的是，C2x标准将加入符合IEEE标准的十进制浮点数，这使得计算机能够精确地储存浮点数。